# 나는 스스로 있는 자

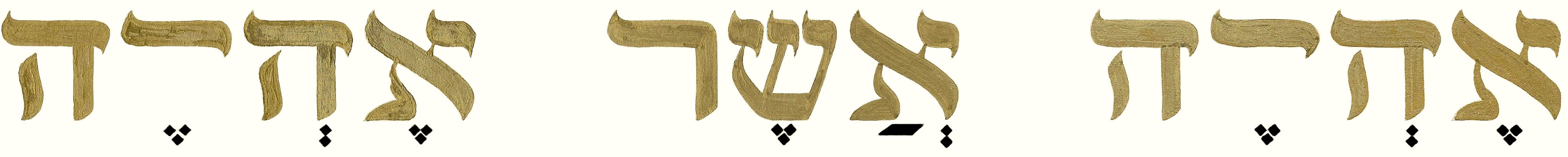
니쿠드가 있는 히브리어 텍스트

"나는 스스로 있는 자"는 구약성경 출애굽기 3장 14절에서 하나님 자신을 가리키는 히브리어 구(히브리어: אֶהְיֶה אֲשֶׁר אֶהְיֶה [’ehyeh ’ăšer ’ehyeh])로서 "나는 나다", "나는 내가 되기로 선택한 사람이 될 것이다", "나는 내가 될 자이다", "나는 내가 창조할 것을 창조한다", "나는 존재하는 자이다" 등으로 번역한다. 유대교의 전통적인 영어 번역은 히브리어 동사 "to be"의 현재시제가 없기 때문에 "I will be what I will"을 선호한다.

## 어원
אֶהְיֶה אֲשֶׁר אֶהְיֶה‎ (’ehye ’ăšer ’ehye)는 출애굽기에서 모세가 야훼의 이름을 물었을 때 주어진 세 가지 답변 중 첫 번째이다. אֶהְיֶה‎ (’Ehyeh)라는 단어는 '있다'는 뜻의 הָיָה (hayah)의 1인칭 단수 불완료상 형태이며, 히브리어 문법의 특성상 '나는 있다'와 '나는 있을 것이다'를 의미한다. 더 긴 구절인 ’ehyeh ’ăšer ’ehyeh의 의미는 논쟁의 여지가 있으며, 약속('나는 너와 함께 있을 것이다')으로 보거나 비할 데 없는 존재라는 선언('나는 비할 데가 없다')으로 볼 수 있다.
성서 히브리어는 문법 시제를 구분하지 않았다. 대신 문법상 체계를 가지고 있었는데, 완료상은 완료된 모든 행위를 나타내고, 불완료상은 아직 완료되지 않은 모든 행위를 나타냈다. 또한, 동사 형태가 וַ־‎ (와-)로 접두사가 붙으면 그 상(相)이 역전되었다. 불완료상으로 활용되고 וַ־‎로 접두사가 붙은 동사는 완료상으로 읽히고, 완료상으로 활용되고 וַ־‎로 접두사가 붙은 동사는 불완료상으로 읽혔다. אֶהְיֶה‎ (ehyeh)라는 단어는 '있다'는 뜻의 hayah의 1인칭 단수 불완료 형태이며, 현대 히브리어에서는 미래 시제 '나는 있을 것이다'를 나타내지만, 성서 히브리어에서 이러한 해석을 필수적으로 만들 וַ־‎ 접두사가 없다. 따라서 '나는 있다'로 번역될 수 있지만, '나는 있을 수 있다', '나는 ~일 것이다', '나는 ~일 수도 있다' 등과 같은 법조동사 형태로도 번역될 수 있다. 따라서 전체 구절은 영어로 '나는 나다'뿐만 아니라 '나는 내가 될 것이다' 또는 '나는 내가 될 사람이다', 또는 '나는 내가 되리라고 입증할 것이다' 또는 심지어 '나는 내가 될 것이기 때문에 있을 것이다'로도 번역될 수 있다. 다른 번역으로는 리저(Leeser)의 '나는 내가 될 자이다', 로더햄(Rotherham)의 '나는 내가 원하는 것이 되리라', 그리스어 ἐγώ εἰμι ὁ ὤν (에고 에이미), 즉 70인역에서는 '나는 존재하는 자이다', 필론, 그리고 요한의 묵시록 또는 '나는 존재하는 자이다', 라틴어 ego sum qui sum, '나는 나다' 등이 있다.
אֲשֶׁר‎ (’ăšer)는 관계 대명사로, 그 의미는 바로 인접한 문맥에 따라 달라지므로, '그', '누구', '무엇', 또는 '어디' 모두 그 단어의 가능한 번역이다.

## 해석
히브리어 성경에 따르면, 불타는 떨기나무 사건에서, 모세는 이스라엘 민족이 자신을 보낸 신들(엘로힘)이 누구냐고 물을 때 무엇이라고 말해야 할지 묻고, 야훼는 "나는 나다"라고 대답하며 "이스라엘 백성에게 '나는 보내심을 받았다'고 전하라."고 덧붙인다.'" 이러한 대화에도 불구하고, 이스라엘 민족이 모세에게 하느님의 이름을 물었다는 기록은 없다. 그리고 나서 야훼의 이름을 모르는 사람이 모세인지 이스라엘 민족인지 (대부분의 주석가들은 모세가 모른다고 생각하며, 이는 이스라엘 민족이 그의 자격을 증명하기 위해 이름을 물을 것이라는 의미이다)를 포함하여 아마도 대답할 수 없는 여러 질문이 있으며, 이 진술이 정확히 무엇을 의미하는지 역시 질문이다.
마지막 질문은 세 가지 방식으로 접근할 수 있다:
- "나는 나다" – 모세의 질문에 대한 회피;[14]
- "나는 있는 자이다" 또는 "나는 존재하는 그이다" – 이스라엘 하느님의 본질에 대한 진술. 학자들은 이것이 하느님의 영원한 본성을 언급한다고 믿는데, 이는 고대 근동 문화에서 흔하며 헬레니즘 철학에만 국한되지 않는다. 이는 가나안 신화에서 신들이 임의로 사라지는 모티프에 대한 반응일 수 있다.[15]
- "''나는 있다'는 내가 누구인지이다", 또는 "나는 내가 존재하기 때문에 존재한다" – 이 버전은 이 구절에 대한 학문적 논의에서 큰 비중을 차지하지 않았지만, 첫 번째 변형은 새 영어 성경에 통합되었다.[16]

## 로마 가톨릭교회
교회학자인 아우구스티누스 성인과 토마스 아퀴나스 성인은 출애굽기 3장 14절의 존재를 Esse ipsum subsistens, 즉 하느님 자신과 동일시했으며, 형이상학에서는 모든 존재의 모든 결정이 최고 수준의 완벽함으로 나타나는 강하거나 집중적인 의미의 존재로 보았다. 따라서 이 존재는 모든 현실태의 현실태 (또는 순수 행동)이며 모든 완벽의 완벽이다. 그분 안에서만 본질과 실존 (라틴어: Actus essendi)이 동일시된다. 아우구스티누스 성인은 그분에 대한 일반적인 직관을 가졌지만, 그분의 철학적 정립은 토마스 아퀴나스 성인에 의해서만 이루어졌다.

## 다른 견해
힌두교 불이일원론에서 남인도의 성자 라마나 마하르시는 하느님에 대한 모든 정의 중 "성경의 진술인 '나는 나다'만큼 잘 표현된 것은 없다"고 언급한다.'" 그는 힌두 경전에도 유사한 진술인 마하바크야가 있지만, 출애굽기에 주어진 것처럼 직접적이지는 않다고 주장했다. 또한 "나는 있다"는 스리 니사르가다타 마하라지에 의해 무상태, 절대자, 또는 파라브라흐만이라고 불리는 최고 실재의 마음속 추상으로 설명된다. 이는 순수한 의식이며, 생각에 앞서고, 지각, 연상, 기억에서 자유롭다. 파라브라흐만은 종종 힌두교의 최고 존재에 대한 동족어로 간주된다.
빅터 P. 해밀턴은 "몇 가지 합당한 번역...: (1) '나는 나다'; (2) '나는 과거의 나이다'; (3) '나는 미래의 나이다'; (4) '나는 현재의 나였다'; (5) '나는 과거의 나였다'; (6) '나는 미래의 나였다'; (7) '나는 현재의 내가 될 것이다'; (8) '나는 과거의 내가 될 것이다'; (9) '나는 미래의 내가 될 것이다'"라고 제안한다.
바하이 신앙에서 "나는 있다"에 대한 언급은 새벽의 파도 316페이지에서 찾을 수 있다.
"나는," 시이드 알리 모하마드는 세 번 외쳤다. "나는 약속된 자이다! 나는 천 년 동안 당신들이 이름을 부르고, 언급될 때마다 일어섰으며, 그 도래를 목격하기를 갈망했고, 그 계시의 시간을 하느님께 서둘러 달라고 기도했던 그 자이다. 진실로 말하건대, 동서양의 백성들은 나의 말에 복종하고 나의 인격에 충성을 맹세해야 한다."

## 같이 보기
- 있으라, 그러자 있었다
- 코기토 에르고 숨
- 에고 에이미
- 나는
- 하나님의 명칭
- 이슬람의 하나님의 명칭
- 자기언급
- 부동의 원동자

### 인용된 저서
- 해밀턴, 빅터 P. (2011). 《출애굽기: 주석 해설서》. 베이커 북스. ISBN 9781441240095.
- 헤이스, 크리스틴. “RLST 145 – 강의 7 – 이집트의 이스라엘: 모세와 야훼교의 시작 (창세기 37장 – 출애굽기 4장) | 예일 오픈 코스”. 《oyc.yale.edu》. 2020년 6월 15일에 확인함.
- 메팅어, 트릭베 (2005). 《하느님 찾기 ['엘로힘]: 영원한 이름의 의미와 메시지》. 포트리스 프레스. ISBN 9781451419351.
- 파크-테일러, G. H. (1975), 《야훼 [YHWH]: 성경의 거룩한 이름》, 윌프리드 로리에 대학 출판부, ISBN 0-88920-013-0
- 스톤, 로버트 E. 2세 (2000). 〈나는 나다〉.   프리드먼, 데이비드 노엘; 마이어스, 알렌 C. 《에어드만스 성경 사전》. 에어드만스. ISBN 9789053565032.
- 반 데어 투른, 카렐 (1999). 〈야훼〉.   반 데어 투른, 카렐; 베킹, 밥; 반 데어 호르스트, 피터 빌렘. 《성경의 신들과 악마 사전》. 에어드만스. ISBN 9780802824912.